# Crenicichla compressiceps
Crenicichla compressiceps är en fiskart som beskrevs av Ploeg, 1986. Crenicichla compressiceps ingår i släktet Crenicichla och familjen Cichlidae. Inga underarter finns listade i Catalogue of Life.